# La donna in fiamme
La donna in fiamme (Die flambierte Frau) è un film del 1983 con Gudrun Landgrebe, Mathieu Carrière, Hanns Zischler e Gabrielle Lafari, diretto da Robert van Ackeren.